# I libri di Robot
I libri di Robot è stata una collana editoriale di fantascienza edita da Armenia Edizioni tra il 1978 e il 1979, composta di 13 volumi e legata alla rivista Robot.
Pubblicava romanzi e antologie di racconti di autori anglosassoni, quasi tutte opere fino a quel momento inedite in Italia, alcune delle quali vincitrici del premio Hugo.
Venne curata da Giuseppe Caimmi e Giuseppe Lippi.
I volumi erano rilegati in cartonato con sovracoperta e in formato 206x130 cm.

## Elenco dei volumi
1. Morire dentro (Dying Inside, 1972), di Robert Silverberg, 1978
2. Progetto stelle (The Listeners, 1972, di James E. Gunn, 1978
3. Questo è l'inferno (Inferno, 1976), di Larry Niven e Jerry Pournelle, 1978
4. Il popolo del vento (The People of the Wind, 1973), di Poul Anderson, 1978
5. L'impero dell'atomo (Empire of the Atom, 1947; The Wizard of Linn, 1950), di A. E. van Vogt, 1978
6. Oltre Apollo (Beyond Apollo, 1972), di Barry N. Malzberg, 1978
7. Sciame stellare (Starswarm, 1964), di Brian W. Aldiss, 1978
8. Triton (Triton, 1976), di Samuel R. Delany, 1978
9. Gli eredi della Terra (Where Late the Sweet Birds Sang, 1976), di Kate Wilhelm, 1978
10. Il mondo degli Showboat (Showboat World, 1975), di Jack Vance, 1978
11. Schiavi del sonno (Slaves of Sleep, 1948), di L. Ron Hubbard, 1978
12. Il figlio dell'uomo (Son of Man, 1971), di Robert Silverberg, 1979
13. Creatori di continenti (The Continent Makers and Other Stories of the Viagens, 1953), di L. Sprague de Camp, 1979